# Okaperidon
Okaperidon je benzizoksazolni antipsihotik.